# Arabiibacter
Arabiibacter es un género de bacterias gramnegativas de la familia Eggerthellaceae. Actualmente contiene una sola especie: Arabiibacter massiliensis. Fue descrito en el año 2023. Su etimología hace referencia a la península Arábica. El nombre de la especie hace referencia a Massilia, el nombre latín de Marsella. Es anaerobia estricta y móvil. Tiene un tamaño de 0,4-0,8 μm de ancho por 1 μm de largo. Catalasa positiva y oxidasa negativa. Forma colonias de color beige en agar sangre tras 48 horas de incubación. Temperatura de crecimiento de 37 °C. Tiene un genoma de 3,37 Mpb y un contenido de G+C de 66,3%. Se ha aislado del tracto digestivo humano. 